# Xã Robeson, Quận Berks, Pennsylvania
Xã Robeson (tiếng Anh: Robeson Township) là một xã thuộc quận Berks, tiểu bang Pennsylvania, Hoa Kỳ. Năm 2010, dân số của xã này là 7.216 người.